# Jay Leonhart
Jay Leonhart (nacido el 6 de diciembre de 1940) es un contrabajista, cantante y compositor estadounidense que ha trabajado en jazz y música popular. 
Ha actuado con Judy Garland, Bucky Pizzarelli, Carly Simon, Frank Sinatra y Sting. Leonhart se destaca por su inteligente composición, a menudo mezclada con humor seco. Sus composiciones han sido grabadas por Blossom Dearie, Lee Konitz y Gary Burton. Su poesía se publica tanto dentro como fuera del lugar de la canción.

## Carrera
Creció en una familia de músicos. Sus padres y seis hermanos tenían inclinaciones musicales. Todos tocaban el piano. A la edad de siete años, él y su hermano mayor Bill tocaban el banjo, la guitarra, la mandolina y el bajo. Tocaron música country y jazz. En su adolescencia, aparecieron en la televisión en Baltimore y recorrieron el país tocando el banjo. Cuando Leonhart tenía catorce años, empezó a tocar el contrabajo en la Pier Five Dixieland Jazz Band de Baltimore.
Después de estudiar en el Instituto Peabody (1946-1950), asistió al Berklee College of Music (1959-1961)  y a la Escuela Avanzada de Música Contemporánea de Toronto.
A principios de la década de 1960, trabajó con Mike Longo y Buddy Morrow .  A los veintiún años se mudó a la ciudad de Nueva York para comenzar su carrera. Tocó en conciertos con grandes bandas, pequeñas bandas y cantantes. En 1968 conoció y se casó con una cantante llamada Donna Zier y se instaló en Nueva York.
Ha trabajado con Louie Bellson, Urbie Green, Jim Hall, Lee Konitz, Marian McPartland, Gerry Mulligan, Mike Renzi, Don Sebesky, Chuck Wayne y Phil Woods,  Thad Jones, Mel Lewis, Lou Marini y Tony Bennett. Ha trabajado como músico de estudio en varios géneros, para músicos como James Taylor, Ozzy Osbourne y Queen Latifah. También ha tocado en dúo con el trombonista Wycliffe Gordon.
Entre 1975 y 1995, fue nombrado tres veces el bajista más valioso de la industria discográfica por la Academia Nacional de Artes y Ciencias de la Grabación.
Ha grabado muchos álbumes en solitario y ha realizado un espectáculo individual llamado "The Bass Lesson" sobre su vida en el negocio de la música. Ha realizado giras por todo el mundo durante más de cuarenta años.
Su hijo y su hija, Michael y Carolyn, han trabajado a menudo con Steely Dan.

## Discografía

### Como líder
- Salamander Pie con Mike Renzi (DMP, 1983)
- There's Gonna Be Trouble con Joe Beck (Sunnyside, 1984)
- The Double Cross (Sunnyside, 1988)
- Life Out on the Road: A Jazz Journey (Prestige Elite, 1990)
- Live at Fat Tuesday's: May 13–15, 1993 (DRG, 1993)
- Four Duke con Joe Beck, Gary Burton, Terry Clarke (LaserLight, 1995)
- Sensitive to the Touch: The Music of Harold Arlen con Ken Peplowski (Groove Jams, 1998)
- Live at the 1996 Floating Jazz Festival con Bucky Pizzarelli, John Bunch (Chiaroscuro, 1998)
- Great Duets (Chiaroscuro, 1999)
- Galaxies and Planets (Sons of Sound, 2001)
- Rodgers & Leonhart (Sons of Sound, 2002)
- Tony's Tunes con John Bunch, Bucky Pizzarelli (Chiaroscuro, 2003)
- Fly Me to the Moon (Venus, 2004)
- Cool (Sons of Sound, 2004)
- Lost Songs of 1936 con Bucky Pizzarelli, Dick Hyman (Victoria, 2006)

Con The New York Trio
- Blues in the Night (Venus, 2001)
- The Things We Did Last Summer (Venus, 2002)
- Love You Madly (Venus, 2003)
- Stairway to the Stars (Venus, 2004)
- Begin the Beguine (Venus, 2006)
- Thou Swell (Venus, 2007)
- Always (Venus, 2008)
- Stardust (Venus, 2009)

### Como invitado
Con Joe Beck
- Relaxin (DMP, 1983)
- Friends (DMP, 1984)
- Back to Beck (DMP, 1988)

Con Louie Bellson
- Louie Bellson and His Jazz Orchestra (Musicmasters, 1987)
- Hot (Musicmasters, 1988)
- East Side Suite (Musicmasters, 1989)
- Airmail Special (Musicmasters, 1990)
- Peaceful Thunder (Jazz Heritage, 1993)

Con Barbara Carroll
- From the Beginning (United Artists, 1977)
- Live at the Carlyle (DRG, 1991)
- This Heart of Mine (DRG, 1994)
- Everything I Love (DRG, 1995)
- Live at Birdland  (Harbinger, 2004)
- Sentimental Mood (Venus, 2006)
- I Wished on the Moon (Venus, 2007)
- Something to Live For (Harbinger, 2010)
- How Long Has This Been Going On? (Harbinger, 2011)

Con Meredith D'Ambrosio
- Shadowland (Sunnyside, 1993)
- Echo of a Kiss (Sunnyside, 1998)
- Love Is for the Birds (Sunnyside, 2002)

Con Michael Feinstein
- Recorded Live at Feinstein's at the Regency (Concord Jazz, 2000)
- Romance on Film, Romance on Broadway (Concord Jazz, 2000)
- Fly Me to the Moon (DuckHole, 2010)

Con Eddie Higgins
- Music of Jobim: Speaking of Love (Venus, 2000)
- Don't Smoke in Bed (Venus, 2000)
- Bewitched (Venus, 2001)
- A Time for Love (Nola, 2002)
- Moonlight Becomes You (Venus, 2003)
- Dear Old Stockholm (Venus, 2003)
- Dear Old Stockholm Vol. 2 (Venus, 2003)
- If Dreams Come True (Venus, 2004)
- My Funny Valentine (Venus, 2005)
- Christmas Songs (Venus, 2006)
- It's Magic Vol. 1 (Venus, 2007)
- It's Magic Vol. 2 (Venus, 2007)
- A Fine Romance (Venus, 2007)
- A Lovely Way to Spend an Evening (Venus, 2007)
- Secret Love (Venus, 2008)
- A Handful of Stars (Venus, 2009)
- Portraits of Love (Venus, 2009)
- Ballad Higgins (Venus, 2015)
- Standard Higgins (Venus, 2015)

Con Peggy Lee
- Miss Peggy Lee Sings the Blues (Musicmasters, 1988)
- The Peggy Lee Songbook: There'll Be Another Spring (Musical Heritage Society, 1989)
- Love Held Lightly: Rare Songs by Harold Arlen (Angel, 1993)

Con Maureen McGovern
- Naughty Baby (CBS, 1989)
- Baby I'm Yours (BMG, 1992)
- A Long and Winding Road (PS Classics, 2008)

Con Gerry Mulligan
- Walk on the Water (DRG 1980)
- Little Big Horn (GRP 1983)
- Soft Lights & Sweet Music (Concord Jazz, 1986)

Con Harold Ousley
- The Kid! (Cobblestone, 1972)
- The People's Groove (Muse, 1977)
- Sweet Double Hipness (Muse, 1980)

Con otros
- Benny Bailey, The Satchmo Legacy (Enja, 2000)
- Kenny Barron, Super Standard (Venus, 2004)
- Terence Blanchard, Clockers (Columbia, 1995)
- Teresa Brewer, American Music Box Vol. 2 (Red Baron, 1993)
- John Bunch, Bucky Pizzarelli, NY Swing (LRC, 1992)
- Ann Hampton Callaway, After Ours (Denon, 1997)
- Canadian Brass, James Galway, Noel (RCA Victor, 1994)
- Kvitka Cisyk, Kvitka (KMC, 1980)
- Steve Clayton, Love Is Said in Many Ways (Stash, 1991)
- Cynthia Crane, Mike Renzi, Smoky Bar Songs for the No Smoking Section (Lookoutjazz, 1994)
- Cynthia Crane, Cynthia's in Love (Lookoutjazz, 1997)
- Queen Latifah, The Dana Owens Album (A&M, 2004)
- Roger Daltrey, Rocks in the Head (Atlantic, 1992)
- Blossom Dearie, Positively Volume VII (Daffodil, 1983)
- Blossom Dearie, Mike Renzi, Tweedledum and Tweedledee (Daffodil, 1991)
- Donald Fagen, Sunken Condos (Reprise, 2012)
- Carlos Franzetti, The Jazz Kamerata (Chesky, 2005)
- Robert Gordon, Bad Boy (BMG, 1997)
- Wycliffe Gordon, This Rhythm on My Mind (Bluesback, 2006)
- Urbie Green, Green Power (Project 3, 1971)
- Corky Hale, Harp Beat (Stash, 1985)
- Jane Harvey, The Other Side of Sondheim (Atlantic, 1988)
- Skitch Henderson, Bucky Pizzarelli, Legends (Arbors, 2003)
- Nicole Henry, Teach Me Tonight (Venus, 2005)
- Per Husby, If You Could See Me Now (Gemini, 1996)
- Dick Hyman, Swing Is Here (Reference, 1996)
- Dick Hyman, You're My Everything (Venus, 2012)
- Garland Jeffreys, Don't Call Me Buckwheat (RCA, 1991)
- Etta Jones, At Last (Muse, 1995)
- Hank Jones, Arigato (Progressive, 1989)
- Morgana King, Portraits (Muse, 1984)
- Peggy King, Peggy King Sings Jerome Kern (Stash, 1985)
- Lee Konitz, Dovetail (Sunnyside, 1985)
- Karin Krog, Georgie Fame, On a Misty Night (Odin, 2018)
- Charles Kuralt, Loonis McGlohon, North Carolina Is My Home (Piedmont Airlines, 1985)
- Barbara Lea, Bob Dorough, Dick Sudhalter, Hoagy's Children (Audiophile, 1983)
- Carole Laure, Alibis (RCA Victor/Saravah, 1979)
- Carole Laure, Lewis Furey, Bande Originale Du Film Fantastica (Saravah, 1980)
- Carolyn Leonhart, Steal the Moon (Sunnyside, 2000)
- Michael Leonhart, The Painted Lady Suite (Sunnyside, 2018)
- Marian McPartland, Steely Dan, Marian McPartland's Piano Jazz con Steely Dan (Jazz Alliance, 2005)
- Bette Midler, Some People's Lives (Atlantic, 1990)
- Glenn Miller, In the Digital Mood (GRP, 1983)
- Max Morath, Jonah Man and Other Songs of the Bert Williams Era (Vanguard, 1976)
- Max Morath, Jonah Man: A Tribute to Bert Williams (Vanguard, 1996)
- Michael Moriarty, Sweet 'n' Gritty (Disques Swing, 1991)
- Gerry Mulligan, Walk on the Water (DRG, 1980)
- Mark Murphy, Lucky to Be Me (HighNote, 2002)
- Jeanne Napoli, Jeanne (Vigor, 1976)
- Gerry Niewood, Share My Dream (DMP, 1985)
- Anita O'Day, S Wonderful Big Band Concert 1985 (Emily, 1985)
- Graham Parker, Steady Nerves (Elektra, 1985)
- Houston Person, Christmas con Houston Person and Friends (Muse, 1994)
- Peter, Paul & Mary, No Easy Walk to Freedom (Mercury, 1986)
- Bucky Pizzarelli, Five for Freddie (Arbors, 2006)
- Bucky Pizzarelli, Plays the Music of Jerome Kern (LRC, 2006)
- David Pomeranz, Time to Fly (Decca, 1971)
- Jim Pugh, Eijiro Nakagawa, Just Us (E'nJ, 2006)
- Leon Redbone, Any Time (Blue Thumb, 2001)
- Trudy Richards, Manhattan Serenade (Beekman Place, 1990)
- Earl Rose, Take My Breath Away (Sony, 1997)
- Annie Ross, Music Is Forever (DRG, 1996)
- Cynthia Sayer, String Swing (Jazzology, 2000)
- Michel Sardaby, Night Blossom (DIW, 1990)
- Don Sebesky, Full Cycle (Paddle Wheel, 1983)
- Don Sebesky, Moving Lines (Doctor Jazz, 1985)
- Carly Simon, My Romance  (Arista, 1990)
- Paul Simon, Songs from The Capeman (Warner Bros., 1997)
- Tessa Souter, Nights of Key Largo (Venus, 2008)
- Grady Tate, From the Heart (Half Note, 2006)
- James Taylor, Never Die Young (Columbia, 1988)
- Mel Torme, Mel Torme and Friends (Finesse, 1981)
- Mel Torme, Encore at Marty's New York (Flair, 1982)
- Marlene VerPlanck, A Warmer Place (Audiophile, 1982)
- Marlene VerPlanck, I Like to Sing! (Audiophile, 1984)
- Was (Not Was), Born to Laugh at Tornadoes (Geffen, 1983)
- Chuck Wayne, Traveling (Progressive, 1980)
- Fred Wesley, It Don't Mean a Thing If It Ain't Got That Swing (Sons of Sound, 2006)
- Iris Williams, I'm Glad There Is You (Sea Ker Inc., 1995)